# 高橋佳子 (宗教家)
高橋 佳子（たかはし けいこ、1956年〈昭和31年〉- ）は、日本の宗教家。新宗教のGLAの2代目主宰者。

## 略歴
宗教法人GLA創始者・高橋信次の長女として東京に生まれ育った。生まれた時から家庭中に、神仏や真我について探求する家風があったという。いくつかの著書の中で、幼少期より人間は肉体だけではなくもう一人の自分がいることを何度か体験したことを書き記している。その体験から、幼少の頃より、「人は何のために生まれてきたのか」「本当の生き方とはどのようなものなのか」という疑問探求へと誘われとされ、同様の体験をしていた父親は人生の師という面があった。師匠としての父親は娘に様々な修行を行わせ、繰り返された瞑想と禅定から、「すべてのいのちは源につながっている」という魂の実感を感得したという。そうした修行は物心がついたころにはすでに習慣化されていたという。
学生時代には、宗教家としての父親の助手を務めることもあった。また、父親の周囲に集まっていた人々の様々な相談に乗ることもあった。当時、サラリーマンや経営者、スポーツ選手、主婦、大学生など多くの人が相談に訪れていた。
1976年、父、高橋信次は自らの48歳での死と若者の中から後継者が出現することを予言して後継者を探し、高橋佳子を法の継承者とする。同年、高橋信次が死去。大学に在学中だった高橋佳子は、GLAを継承し2代目主宰者となる。
1991年『サイレント・コーリング』を発刊。強大な力を持つ科学文明崩壊を防ぐためには、人間の内に、闇と光を見分ける弁別力を育むことが必要であり、21世紀に向かって新しい文明が開かれてゆくためには、外なる科学文明と内なる弁別力を統合する道が必要だと説き、自らの進むべき道が内なる力と外なる力の統合された新たな文明を築くことにあるとした
新たな人間観、世界観をTL人間学として集成し、TL運動を提唱。『サイレント・コーリング』の著者プロフィールには、人間の深化の道をTL人間学に集約し、その思想にもとづく定見を様々な分野で提案し、共感と実践の環を広げるためにTL運動を提唱したことが書かれている
ボーディ・サットヴァウイズダム（GLA全体の研鑽方策を定めたもの）を策定。
1992年、人間は永遠の生命を持つ魂の存在であるという観点で構築した人間学の講座「TL人間学講座」を開始。第一回目は「サイレント・コーリングを聴く」であった。
1995年 - TL人間学・経営分野による第一次ディスカバリーセミナーを開催
2005年、『あなたが生まれてきた理由』を発刊。人生の問題は物質の因果律では解くことができないとし、「現実」と「心」と「魂」は常に結果と原因として結びついていて互いを映しあっているという「魂の因果律」を説く。
2008年、『12の菩提心』を発刊。菩提心とは自らの成長を願い他の幸福と全体の調和を求める心のことであるとし、自然界における外なる力と人間の内なる力の統合された具体的な12の姿を説く。
2014年、『魂主義という生き方』を発刊。これまで提唱してきた人間学、実践哲学を「魂主義という生き方」という行動指針に集約し、「魂主義という生き方」の概要を著す。
2018年、『最高の人生のつくり方』を発刊。あらゆる「現実」を人間自身と切り離すことなく「心」とセットにして受け止めるカオス発想術を説く。

## 著作

### 単著
- 『真創世記』
  - (地獄編) ―今、明かされた魂の真実、祥伝社、1977年3月、ISBN 4396101139
    - （ノン・ブック 113）祥伝社、1983年5月1日

  - (天上編) ―すべての真実を今ここに（ノン・ブック）祥伝社、1977年7月1日、ISBN 4396101201
  - (黙示編) ―永遠の生命にいたるために（ノン・ブック 129）祥伝社、1978年3月、ISBN 4396101295
- 『生命の余白にⅠ－ことばと軌跡―高貴なる心によって今も常も』三宝出版、1983年12月10日、非売品
- 『自らの人生を求めて』三宝出版、1983年5月1日、全国書誌番号:84014618、NCID BA3476818X。
- 『ただひとつの人生のために』三宝出版、1983年8月1日、全国書誌番号:92036078
- 『古い住処を出て大地を踏みしめよ』三宝出版、1983年8月、全国書誌番号:92036079
- 『自ら自身に出会うとき』三宝出版、1983年11月25日
- 『祈りのみち ―至高の対話のために 』三宝出版、1985年8月、全国書誌番号:86042530、NCID BN00428411。
  - 新版、三宝出版、1993年5月1日、ISBN 978-4879280183
- 『人間の絆』
  - (響働編) 新しい自分への出発（ノン・ブック）祥伝社、1991年9月1日、ISBN 4396103174
    - 祥伝社黄金文庫、2000年2月1日

  - (自業編) 運命を変える方法（ノン・ブック）祥伝社、1991年12月1日、ISBN 978-4396103194
    - 祥伝社黄金文庫、2000年4月1日

  - (基盤編) 人生を支配する「X」の秘密（ノン・ブック）祥伝社、1992年5月1日、ISBN 4396103255
    - 祥伝社黄金文庫、2000年10月1日
- 『サイレント・コーリング―21世紀衝動』三宝出版、1991年9月1日、ISBN 4879280178
  - 三宝出版、2019年1月8日
- 『人生のアルファとオメガ（人間の諸相解義）Ⅰ～Ⅴ』三宝出版、1993年12月25日、非売品
- 『天地有情』三宝出版、1993年11月1日、ISBN 4879280194
- 『天涙』三宝出版、1994年12月1日、ISBN 4879280208
- 『天の響(うた) 地の物語』三宝出版、1995年12月1日、ISBN 4879280216
- 『永遠の生命―リアルな生そのものへ 』三宝出版、1996年7月1日、ISBN 4879280224
- 『DISCOVERY（ディスカバリー）―世界の実相への接近』三宝出版、1996年10月1日、ISBN 4879280240、
  - 第2版、三宝出版、1999年4月1日、ISBN 4879280305
- 『REVOLUTIONレボリューション―六つの心の革命 』三宝出版、1997年4月1日、ISBN 4879280259
- 『希望の原理』三宝出版、1997年10月1日、ISBN 4879280275
- 『グランドチャレンジ―20世紀から21世紀への断層を超える 』三宝出版、1998年7月1日、ISBN 978-4879280282
- 『明智の源流へ: 時代の黎明を呼ぶ十人 』三宝出版、1999年3月1日、ISBN 4879280313
  - 『明智の源流へ: 時代の黎明を呼ぶ十人』三宝出版、2023年2月7日
- 『千年の風』三宝出版、2000年3月1日、ISBN 978-4879280329
- 『真我を解放する行』三宝出版、2001年1月1日
- 『新しい力―「私が変わります」宣言 』三宝出版、2001年7月日、ISBN 978-4879280350
- 『「私が変わります」宣言―「変わる」ための24のアプローチ』三宝出版、2002年1月、ISBN 978-4879280381
  - 三宝新書、三宝出版、2010年4月1日
- 『人生で一番知りたかったこと―ビッグクロスの時代へ』三宝出版、2003年5月1日、ISBN 4879280410
- 『二千年の祈り―イエスの心を生きた八人 』三宝出版、2004年3月1日、ISBN 4879280445
- 『いま一番解決したいこと』三宝出版、2004年5月、ISBN 4879280453
- 『あなたが生まれてきた理由(わけ)』三宝出版、2005年9月1日、ISBN 4879280488
- 『新・祈りのみち』三宝出版、2006年7月1日、ISBN 978-4879280503
- 『運命の方程式を解く本』三宝出版、2007年6月1日、ISBN 978-4879280527
- 『12の菩提心―魂が最高に輝く生き方』三宝出版、2008年10月1日、ISBN 978-4879280565
- 『Calling―試練は呼びかける』三宝出版、2009年10月1日、ISBN 4879280577
- 『魂の冒険』三宝出版、2010年9月30日、ISBN 4879280615
- 『果てなき荒野を越えて』三宝出版、2011年7月1日、ISBN 978-4879280633
  - 増補版、三宝出版、2016年3月8日
- 『魂の発見─時代の限界を突破する力』三宝出版、2011年12月14日、ISBN 978-4879280664
- 『彼の地へ―3.11からのメッセージ』三宝出版、2012年7月4日、ISBN 4879280704
- 『希望の王国』三宝出版、2013年5月10日、ISBN 487928081X
- 『1億総自己ベストの時代－人生の仕事の見つけ方』三宝出版、2013年12月16日、ISBN 4879280887
- 『魂主義という生き方──５つの自分革命が仕事と人生を変える』三宝出版、2014年12月12日、ISBN 4879280976
- 『未来は変えられる！』三宝出版、2015年9月30日、ISBN 487928100X
- 『運命の逆転：奇跡は1つの選択から始まった』三宝出版、2016年10月23日、ISBN 4879281077
- 『あなたがそこで生きる理由』三宝出版、2017年10月23日、
- 『最高の人生のつくり方』三宝出版、2018年10月、
- 『「私が変わります」宣言: 「変わる」ための24のアプローチ』三宝出版、2019年1月15日
- 『自分を知る力「暗示の帽子」の謎を解く』三宝出版、2019年11月19日、
- 『ゴールデンパス（絶体絶命の中に開かれる奇跡の道）』三宝出版、2021年2月1日、
- 『2つの扉：「まさかの時代」を生きる究極の選択』三宝出版、2022年1月21日
- 『人生を取り戻す』三宝出版、2023年4月15日

### 絵本
- 『FUTURE - 未来を創る心のふしぎ (TL人間学ヴィジュアルブック) 』三宝出版、1996年8月、ISBN 4879280232
- 『チャレンジ！―君は未来を開く冒険者 (TL人間学ヴィジュアルブック) 』三宝出版（第2版）、1997年8月、ISBN 4879280267
- 『ワンダーランド - 宇宙のつながりの不思議 (TL人間学ヴィジュアルブック)』三宝出版、1998年8月、ISBN 4879280291
- 『TRY！- 三つの知恵の秘密』三宝出版、2000年12月、ISBN 4879280348
- 『心のマジカルパワー - 2つで1つのもの探し (TL人間学ヴィジュアルブック)』三宝出版、2001年10月1日、ISBN 4879280364
- 『心のマジカルパワーII - 心の磁石の10年法則 (TL人間学ヴィジュアルブック) 』三宝出版2003年9月1日、ISBN 4879280429

### 大型本
- 『響きへの窓 1983年12月24号』三宝出版、1983年12月24日